# Grand Prix automobile de Phoenix
Le Grand Prix automobile de Phoenix (Phoenix Grand Prix) est une épreuve de course automobile disputée sur le Phoenix International Raceway (Avondale, Arizona) dans le cadre du Championnat IndyCar de 1950 à 2005. L'épreuve fait son retour lors du championnat 2016.

## Palmarès
| Année                         | Vainqueur                 | Voiture                   | Championnat               | Résultats                 |
| Arizona State Fairgrounds     | Arizona State Fairgrounds | Arizona State Fairgrounds | Arizona State Fairgrounds | Arizona State Fairgrounds |
| ----------------------------- | ------------------------- | ------------------------- | ------------------------- | ------------------------- |
| 1915                          | Earl Cooper               | Stutz                     | -                         | Résultats                 |
| 1916-1949                     | Non couru                 | Non couru                 | Non couru                 | Non couru                 |
| 1950                          | Jimmy Davies              | Ewing-Offy                | AAA                       | Résultats                 |
| 1951                          | Johnnie Parsons           | Kurtis Kraft-Offy         | AAA                       | Résultats                 |
| 1952                          | Johnnie Parsons           | Kurtis Kraft-Offy         | AAA                       | Résultats                 |
| 1953                          | Tony Bettenhausen         | Kurtis Kraft-Offy         | AAA                       | Résultats                 |
| 1954                          | Jimmy Bryan               | Kuzma-Offy                | AAA                       | Résultats                 |
| 1955                          | Jimmy Bryan               | Kuzma-Offy                | AAA                       | Résultats                 |
| 1956                          | George Amick              | Lesovsky-Offy             | USAC                      | Résultats                 |
| 1957                          | Jimmy Bryan               | Kuzma-Offy                | USAC                      | Résultats                 |
| 1958                          | Jud Larson                | Lesovsky-Offy             | USAC                      | Résultats                 |
| 1959                          | Tony Bettenhausen         | Kuzma-Offy                | USAC                      | Résultats                 |
| 1960                          | A.J. Foyt                 | Meskowski-Offy            | USAC                      | Résultats                 |
| 1961                          | Parnelli Jones            | Lesovsky-Offy             | USAC                      | Résultats                 |
| 1962                          | Bobby Marshman            | Kuzma-Offy                | USAC                      | Résultats                 |
| 1963                          | Rodger Ward               | Watson-Offy               | USAC                      | Résultats                 |
| Phoenix International Raceway |                           |                           |                           |                           |
| 1979                          | Gordon Johncock           | Penske-Cosworth           | Champ Car                 | Résultats                 |
| 1979                          | Al Unser                  | Chaparral-Cosworth        | Champ Car                 | Résultats                 |
| 1980                          | Tom Sneva                 | Phoenix-Cosworth          | Champ Car                 | Résultats                 |
| 1981                          | Johnny Rutherford         | Chaparral-Cosworth        | Champ Car                 | Résultats                 |
| 1981                          | Tom Sneva                 | March-Cosworth            | Champ Car                 | Résultats                 |
| 1982                          | Rick Mears                | Penske-Cosworth           | Champ Car                 | Résultats                 |
| 1982                          | Tom Sneva                 | March-Cosworth            | Champ Car                 | Résultats                 |
| 1983                          | Teo Fabi                  | March-Cosworth            | Champ Car                 | Résultats                 |
| 1984                          | Tom Sneva                 | March-Cosworth            | Champ Car                 | Résultats                 |
| 1984                          | Bobby Rahal               | March-Cosworth            | Champ Car                 | Résultats                 |
| 1985                          | Al Unser                  | March-Cosworth            | Champ Car                 | Résultats                 |
| 1986                          | Kevin Cogan               | March-Cosworth            | Champ Car                 | Résultats                 |
| 1986                          | Michael Andretti          | March-Cosworth            | Champ Car                 | Résultats                 |
| 1987                          | Roberto Guerrero          | March-Cosworth            | Champ Car                 | Résultats                 |
| 1988                          | Mario Andretti            | Lola-Chevrolet            | Champ Car                 | Résultats                 |
| 1989                          | Rick Mears                | Penske-Chevrolet          | Champ Car                 | Résultats                 |
| 1990                          | Rick Mears                | Penske-Chevrolet          | Champ Car                 | Résultats                 |
| 1991                          | Arie Luyendyk             | Lola-Chevrolet            | Champ Car                 | Résultats                 |
| 1992                          | Bobby Rahal               | Lola-Chevrolet            | Champ Car                 | Résultats                 |
| 1993                          | Mario Andretti            | Lola-Cosworth             | Champ Car                 | Résultats                 |
| 1994                          | Emerson Fittipaldi        | PenskeChevrolet           | Champ Car                 | Résultats                 |
| 1995                          | Robby Gordon              | Reynard-Cosworth          | Champ Car                 | Résultats                 |
| 1996                          | Arie Luyendyk             | Reynard-Cosworth          | IndyCar Series            | Résultats                 |
| 1997                          | Jim Guthrie               | Dallara-Oldsmobile        | IndyCar Series            | Résultats                 |
| 1998                          | Scott Sharp               | Dallara-Oldsmobile        | IndyCar Series            | Résultats                 |
| 1999                          | Scott Goodyear            | G-Force-Oldsmobile        | IndyCar Series            | Résultats                 |
| 2000                          | Buddy Lazier              | Riley & Scott-Oldsmobile  | IndyCar Series            | Résultats                 |
| 2001                          | Sam Hornish Jr.           | Dallara-Oldsmobile        | IndyCar Series            | Résultats                 |
| 2002                          | Hélio Castroneves         | Dallara-Chevrolet         | IndyCar Series            | Résultats                 |
| 2003                          | Tony Kanaan               | Dallara-Honda             | IndyCar Series            | Résultats                 |
| 2004                          | Tony Kanaan               | Dallara-Honda             | IndyCar Series            | Résultats                 |
| 2005                          | Sam Hornish Jr.           | Dallara-Toyota            | IndyCar Series            | Résultats                 |
| 2006-2015                     | Non couru                 | Non couru                 | Non couru                 | Non couru                 |
| 2016                          | Scott Dixon               | Dallara-Chevrolet         | IndyCar Series            | Résultats                 |
| 2017                          | Simon Pagenaud            | Dallara-Chevrolet         | IndyCar Series            | Résultats                 |
| 2018                          | Josef Newgarden           | Dallara-Chevrolet         | IndyCar Series            | Résultats                 |